# 888 7th Avenue
888 7th Avenue este o clădire ce se află în New York City. Clădirea a fost construită de Arlen Realty & Development Corporation.
Printre firmele care ocupă spațiu în 888 7th Avenue se numără:
- Universitatea Fordham[2]
- TPG Capital
- Casimir Capital
- Tulsiani Spectre Trust
- Pershing Square Capital Management
- Soros Fund Management
- Visium Asset Management
- Vornado Realty Trust
- Pura Vida Investments
- Lombard Odier Asset Management
- Drake Real Estate Partners
- Caravel Management
- United Talent Agency